# Peter Isselburg

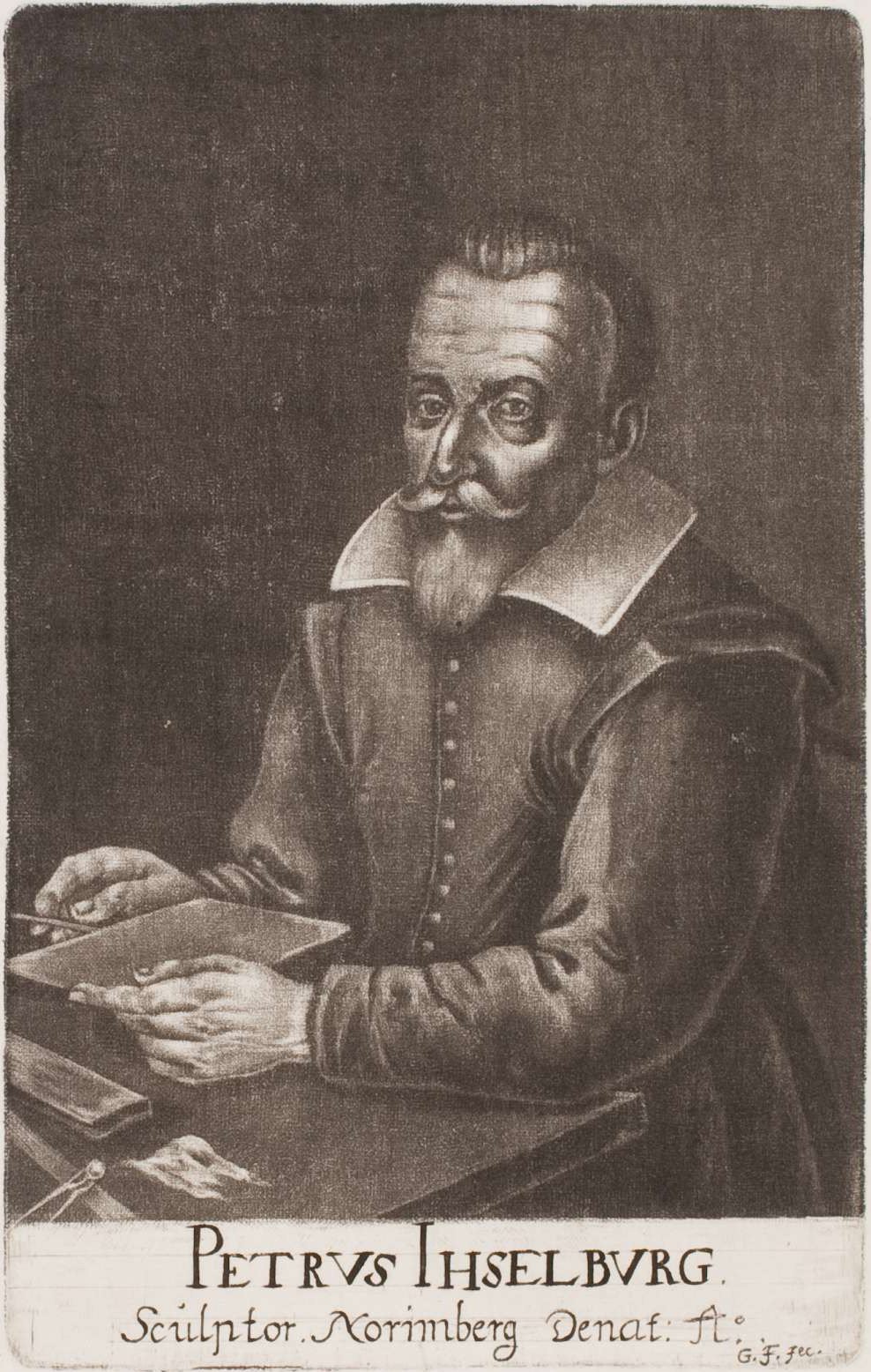
Peter Isselburg

Peter Isselburg, auch Eisselburg, Iselburg oder Yselburg genannt (* um 1580 in Köln; † 1630/1631 in Nürnberg) war ein deutscher Zeichner, Kupferstecher, Drucker und Verleger.

## Leben

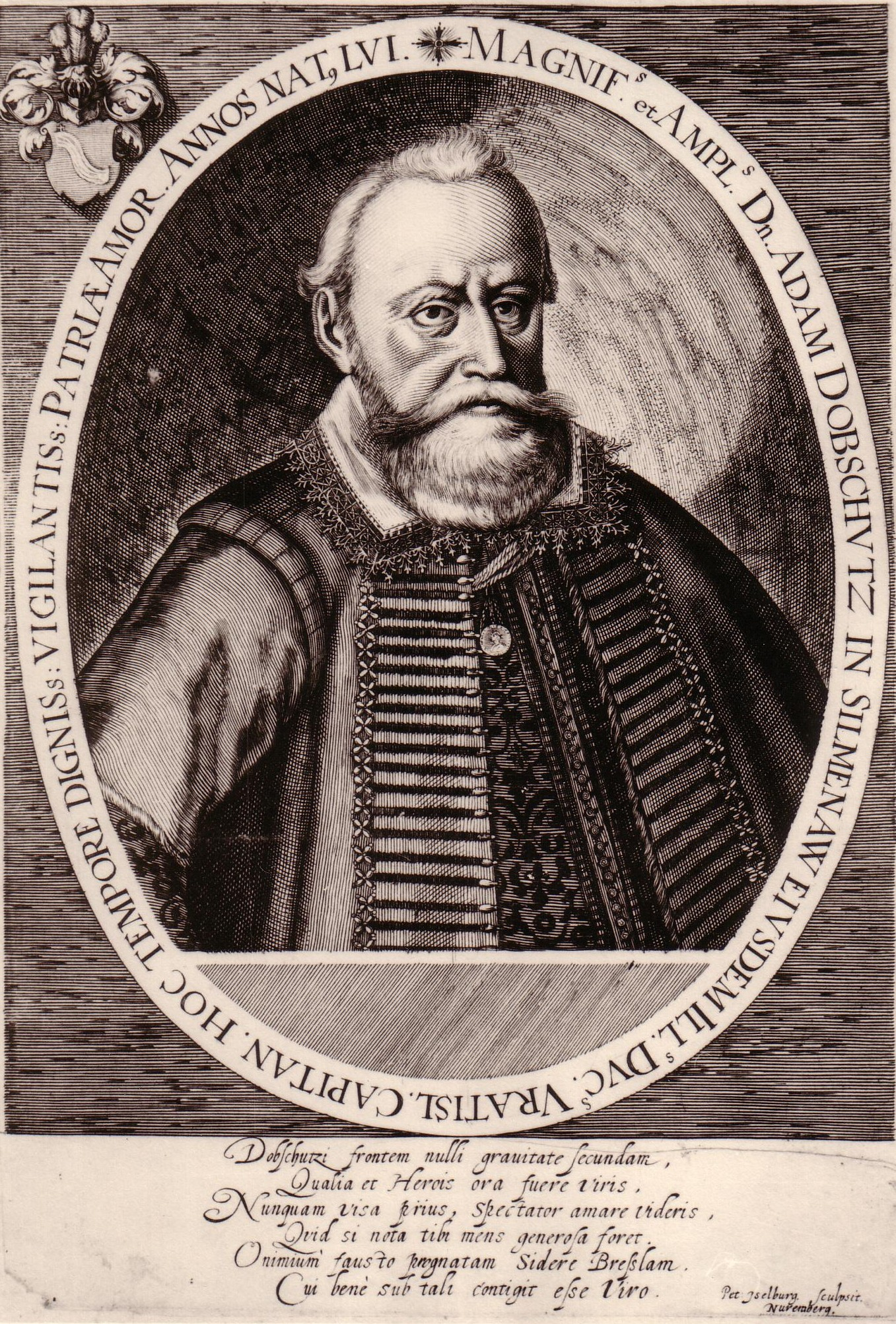
Bildnis des Breslauer Landeshauptmanns Adam von Dobschütz, gestochen von Peter Isselburg im Jahr 1614

Nach seiner Lehrzeit bei Crispin de Passe d. Ä. (auch: Crispijn van de Passe) und auch anderen holländischen Künstlern arbeitete Isselburg mindestens ab 1606 in seiner Heimatstadt Köln. 1612 zog er dann nach Nürnberg, einer Hochburg des Kupferstecher-Handwerks. In den folgenden Jahren schuf er u. a. Porträts von Nürnberger Patriziern und Altdorfer Gelehrten, aber auch zahlreiche religiöse und profane Meisterwerke. Bekannt ist Isselburg auch wegen seiner Stadtansichten.
1622 wurde Isselburg aber von der Nürnberger Stadtverwaltung wegen des Stechens von Schmähschriften ernsthaft verwarnt, weshalb er bald nach Bamberg ging und dort in den Jahren 1623 bis 1625 auch als Drucker arbeitete. 1626 zog er weiter nach Coburg. Erst 1630 kehrte er nach Nürnberg zurück, wo er noch im selben Jahr verstarb.
In diesen rund 25 Jahren schuf er etwa 430 Kupferstiche und galt als einer der bedeutendsten Kupferstecher seiner Zeit in Deutschland.
In den Jahren 1620 und 1621 war er der Lehrmeister von Joachim von Sandrart (1606–1688). Auch Hans Troschel d. J. (1585–1628) gehörte zu seinen Schülern.